# Gabunische Davis-Cup-Mannschaft
Die gabunische Davis-Cup-Mannschaft ist die Tennisnationalmannschaft Gabuns, die das zentralafrikanische Land im Davis Cup vertritt.

## Geschichte
Gabun nahm 2001 erstmals am Davis Cup teil und gewann in diesem Jahr in der Europa/Afrika Zone Gruppe IV eine seiner fünf Begegnungen. Im folgenden Jahr nannte das Land nicht für den Bewerb. 2003 gelangen zwei Siege bei zwei Niederlagen. Im Jahr der bisher letzten Teilnahme, Davis Cup 2004, konnte das Team in vier Begegnungen kein einziges Match gewinnen.
Erfolgreichster Spieler ist bisher Christophe Couprie mit 4 Siegen und 6 Niederlagen. Rekordspieler ist mit acht Teilnahmen in zwei Jahren Nguemah Oyone-Meye (4 Siege, 9 Niederlagen).